# Рибонуклеаза III
Рибонуклеаза III — фермент, который специфически связывает и разрезает двухспиральную РНК (дцРНК). Выделяют три группы этих ферментов: класс 1, класс 2 и класс 3.
Прокариотическая рибонуклеаза III, кодируемая геном rnc, разрезает двухцепочечную РНК и участвует в формировании предшественников рибосомальной РНК, а также в созревании некоторых матричных РНК.
- Класс 1 широко представлен у бактерий, бактериофагов и некоторых грибов. Среди рибонуклеаз III этого класса rnc из E. coli, Pac1p из S. pombe и Rnt1p из S. cerevisiae. Класс 1 участвует в формировании рибосомальной РНК, а в случае грибов участвует в созревании малых ядерных РНК и малых ядрышковых РНК.

- Класс 2 включает в себя семейство белков Drosha, которые обеспечивают созревание микроРНК.

- Класс 3 включает семейство белков Dicer, которые участвуют в РНК-интерференции.

## Имеющие этот домен человеческие белки
DICER1; MRPL44; RNASEN;